# Valuta

Internationella valutasymbolen.

En valuta är ett betalningsmedel för ett eller flera länder. Ordet kommer ursprungligen från latinets valeo eller valere, här i betydelsen "gälla" eller "vara värd".

## Världens valutor
| Rank   | Valuta               | ISO 4217 kod (Symbol) | % dagligt användande (April 2013) |
| ------ | -------------------- | --------------------- | --------------------------------- |
| 1      | Amerikansk dollar    | USD ($)               | 87,0 %                            |
| 2      | Euro                 | EUR (€)               | 33,4 %                            |
| 3      | Japansk yen          | JPY (¥)               | 23,0 %                            |
| 4      | Pound sterling       | GBP (£)               | 11,8 %                            |
| 5      | Australisk dollar    | AUD ($)               | 8,6 %                             |
| 6      | Schweizisk franc     | CHF (Fr)              | 5,2 %                             |
| 7      | Kanadensisk dollar   | CAD ($)               | 4,6 %                             |
| 8      | Mexikansk peso       | MXN ($)               | 2,5 %                             |
| 9      | Kinesisk yuan        | CNY (¥)               | 2,2 %                             |
| 10     | Nyzeeländsk dollar   | NZD ($)               | 2,0 %                             |
| 11     | Svensk krona         | SEK (kr)              | 1,8 %                             |
| 12     | Rysk rubel           | RUB (₽)               | 1,6 %                             |
| 13     | Hong Kong dollar     | HKD ($)               | 1,4 %                             |
| 14     | Singaporiansk dollar | SGD ($)               | 1,4 %                             |
| 15     | Turkisk lira         | TRY (₺)               | 1,3 %                             |
| Övriga | Övriga               | Övriga                | 12,2 %                            |
| Total  | Total                | Total                 | 200%                              |

ISO 4217 är den standard, fastställd av ISO, som beskriver de trebokstavskoder, valutakoder, som betecknar valutor. Till exempel skrivs svensk krona (SEK), euro € (EUR) och brittiskt pund (GBP). För uppgift om världens länders aktuella valutor, se respektive land.

## Språklig hantering av valutatecken
På svenska skall valutasymboler skrivas efter beloppet, även om man gör på annat sätt på det språk som används i det land som valutan kommer ifrån (att göra så är regel på engelska). Man skriver alltså 10 kr (eller 10 SEK, 10 DKK etc.), 50 €, 30 £ och 40 $ i en svensk text. I löpande text bör hela valutanamnet skrivas ut, alltså 40 dollar, 40 euro och så vidare.
Talar man om växelkursen mellan två olika valutor (valutakursen), kallas detta för valutapar och refereras till med hjälp av valutasymbolerna; till exempel GBP/SEK där den sistnämnda valutasymbolen är prisvalutan (SEK i exemplet).

## Historiska valutor

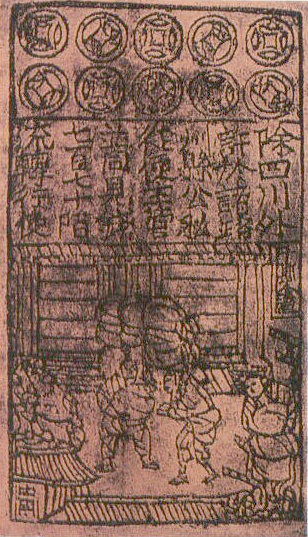
Songdynastins Jiaozi, världens äldsta sedel

Följande valutor och betalningsmedel används inte längre:
- antoninianus - Romarriket
- as - Romarriket
- austral - tidigare valuta i Argentina
- belgisk-luxemburgsk franc - tidigare valuta i Belgien och Luxemburg
- british crown (brittisk krona)
- brasiliansk cruzeiro - tidigare valuta i Brasilien
- daler
- denarius - Romarriket
- drachme - tidigare valuta i Grekland
- dupondius - Romarriket
- ecu - EU
- salvadoransk colón - tidigare valuta i El Salvador
- finsk mark - tidigare valuta i Finland
- fransk franc - tidigare valuta Andorra, Monaco och Frankrike
- jugoslavisk dinar - valuta i före detta Jugoslavien
- krugerrand - pseudovaluta, tidigare i Sydafrika
- maravedi - tidigare valuta i Spanien
- ostmark - Valuta i det tidigare Östtyskland
- peseta - tidigare valuta i Andorra och Spanien
- Reichsmark (riksmark) - valuta i Tyskland före 1945
- sestertius - Romarriket
- sovjetisk rubel - Sovjetunionen
- spansk dollar
- spansk peso
- sucre - tidigare valuta i Ecuador
- toman - tidigare valuta i Iran (osäker uppgift)
- tysk mark eller d-mark - tidigare valuta i Tyskland
- österrikisk schilling - tidigare valuta i Österrike

## Valutainförsel
De flesta av världens valutor kan införskaffas på växlingskontor i större delen av världen. I Sverige sköts denna marknad framförallt av Forex, Exchange Finans och Tavex. I vissa länder, framförallt i Mellanöstern och Nordafrika är det förbjudet att föra med sig landets valuta ut ur landet, den kan enbart köpas på plats vid gränsen. Marockanska dirham går till exempel inte att få tag på utanför Marocko, och det är förbjudet att ta med sig dessa pengar utomlands.
Vid resor mellan länder inom Europeiska unionen är det normalt ett kontantbelopp motsvarande 10 000 euro som får införas utan förtullning.
Nuförtiden kan valuta överföras elektroniskt via Internet. Det kan ske på flera sätt, till exempel via SWIFT (bankernas traditionella system), via kontokortföretagens system, plus fler system såsom PayPal. Internet har väsentligt förenklat handeln mellan olika valutor. I Sverige finns det 3 valutasajter som är specialiserade på att sälja och köpa valuta för privatpersoner, 24Valuta, Unimon och Valutaonline.
Valutahandel, eller så kallad forex trading, är också ett spekulationsmoment. Handeln sker via mäklare på Internet och privatpersoner kan genom den så kallade hävstångseffekten handla med större summor än ursprunglig insats. Detta genom att valutamäklare går in och lägger in en säkerhet. För detta tar mäklaren en avgift. Forex är kort för Foreign Exchange och innebär alltså handel med valutor. Handel med valutor utförs i form av handel med valutapar. En valutas styrka mäts mot en annan valutas styrka. De vanligaste valutaparen är EUR/USD, GBP/USD, USD/CHF och USD/JPY.

## Alternativ valuta
Alternativ valuta definieras som en valuta som inte regleras av en stat. De vanligaste valutorna är de som företag erbjuder som lojalitetsprogram där ett visst antal poäng som tjänats in kan bytas mot varor istället för en traditionell valuta. Kryptovaluta som Bitcoin är också en alternativ valuta.